# 楼板寨乡
楼板寨乡，是中华人民共和国山西省忻州市原平市下辖的一个乡镇级行政单位。2021年5月，撤销楼板寨乡、解村乡，合并设立云水镇。

## 行政区划
楼板寨乡下辖以下地区：
北岸村、荆芥村、白阳村、王家营村、屯瓦村、袁家庄村、丘峪村、北庄村、下庄村、楼板寨村、西庄村、山水村、沙活村、大龙门村、一家村、巷子沟村、木口村、彭家塔村、文治村和小里底村。